# Jesper Faurschou

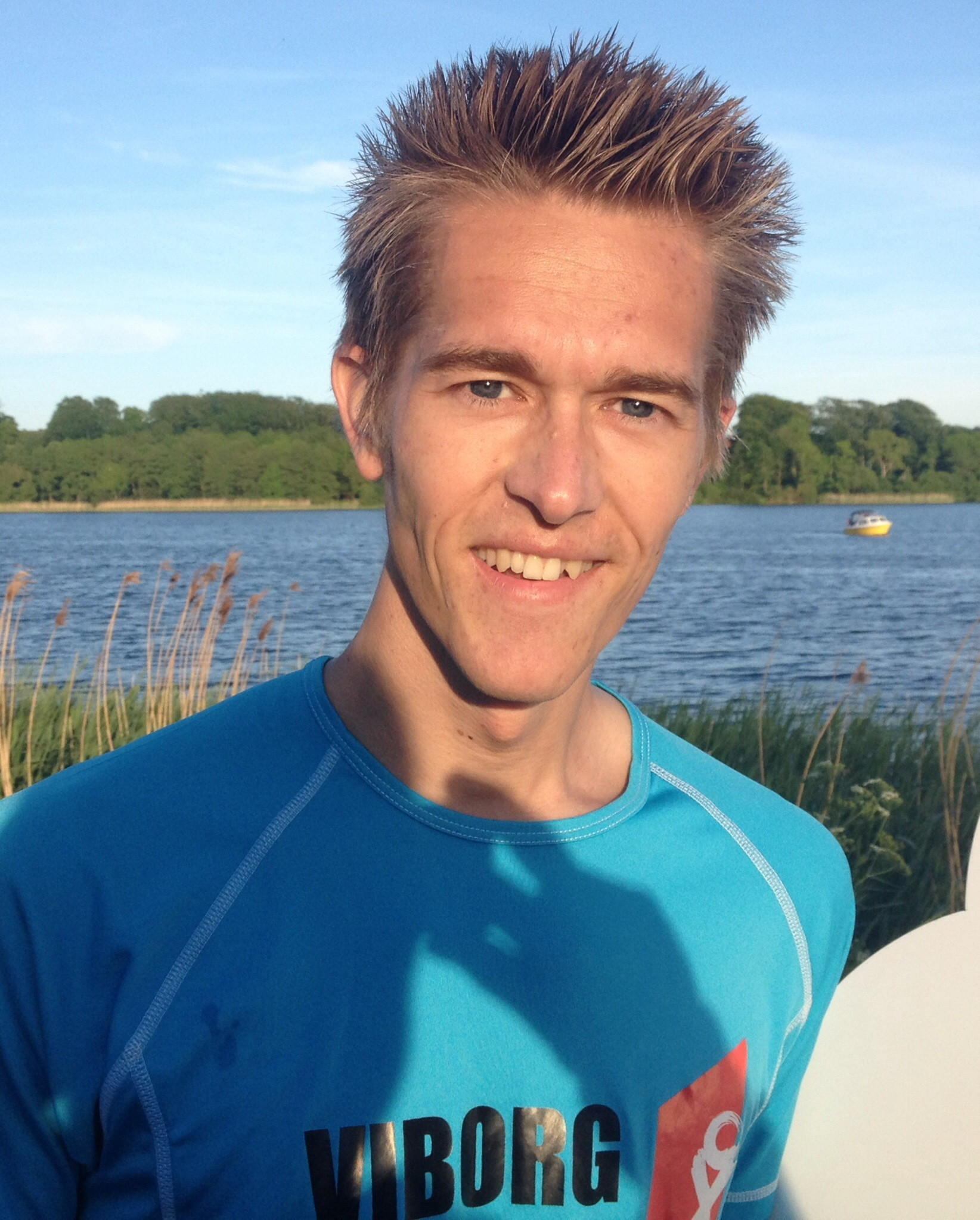
Jesper Faurschou im 2014

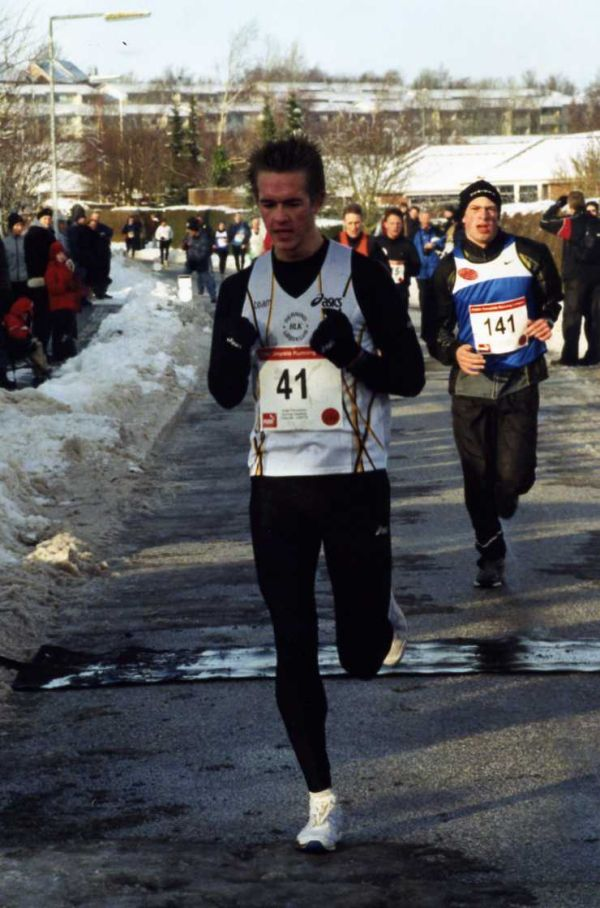
Jesper Faurschou im Winter 2007

Jesper Lind Faurschou (* 1. Juli 1983 in Herning) ist ein ehemaliger dänischer Langstreckenläufer. Er errang bereits zahlreiche dänische Meistertitel: von 2006 bis 2008 im 10.000-Meter-Lauf, 2007 im 5000-Meter-Lauf und 10-km-Straßenlauf sowie 2007 und 2008 im Halbmarathon. Sein Verein war der Herning Løbeklub, außerdem gehörte er dem Team Asics an.
Bei den Halbmarathon-Weltmeisterschaften 2008 kam er auf den 47. Platz. Bei seinem Debüt über die volle Distanz belegte er beim Berlin-Marathon 2009 den 15. Platz.

## Persönliche Rekorde
- 1500 m:  3:51,39 min
- 3000 m: 8:11,98 min
- 5000 m: 14:15,56 min
- 10.000 m: 29:47,56 min
- 10 km: 30:06 min
- Halbmarathon: 1:04:46 h
- Marathon: 2:17:33 h